# Kurdmax Pepûle
Kurdmax Pepûle (کوردماکس پەپوولە; także Kurdmax Papula) – kurdyjski kanał telewizyjny adresowany do dzieci. Należy do grupy medialnej Kurdmax z siedzibą w mieście Irbil. Został uruchomiony w 2014 roku.
Ramówka stacji składa się z treści dla dzieci w wieku przedszkolnym i wczesnoszkolnym. Programy są nadawane w języku kurdyjskim.